# Standardna atmosfera
Standardna atmosfera (znak: atm) je stara mjerna jedinica za tlak. Prvotno je bila definirana kao tlak pri kojem visina stupca žive u barometru iznosi 760 mm, što je ujedno i tlak zraka izmjeren pri srednjoj razini mora na zemljopisnoj širini Pariza. Kako ta definicija ovisi i o gustoći žive, koja je također ovisna o tlaku, poslije je izmijenjena time da je propisan točan odnos prema paskalu.
Odnos prema drugim jedinicama za tlak prikazan je u tablici:
|        | paskal        | bar               | tehnička atmosfera | standardna atmosfera | torr (mmHg)        | funta sile po četvornom palcu |
| ------ | ------------- | ----------------- | ------------------ | -------------------- | ------------------ | ----------------------------- |
| 1 Pa   | ≡ 1 N/m²      | = 10−5 bar        | ≈ 10,197·10−6 at   | ≈ 9,8692·10−6 atm    | ≈ 7,5006·10−3 torr | ≈ 145,04·10−6 psi             |
| 1 bar  | = 100 000 Pa  | ≡ 106 din/cm²     | ≈ 1,0197 at        | ≈ 0,98692 atm        | ≈ 750,06 torr      | ≈ 14,504 psi                  |
| 1 at   | = 98 066,5 Pa | = 0,980665 bar    | ≡ 1 kp/cm²         | ≈ 0,96784 atm        | ≈ 735,56 torr      | ≈ 14,223 psi                  |
| 1 atm  | = 101 325 Pa  | = 1,01325 bar     | ≈ 1,0332 at        | ≡ 101 325 Pa         | = 760 torr         | ≈ 14,696 psi                  |
| 1 torr | ≈ 133,322 Pa  | ≈ 1,3332·10−3 bar | ≈ 1,3595·10−3 at   | ≈ 1,3158·10−3 atm    | ≡ 1 mmHg           | ≈ 19,337·10−3 psi             |
| 1 psi  | ≈ 6894,76 Pa  | ≈ 68,948·10−3 bar | ≈ 70,307·10−3 at   | ≈ 68,046·10−3 atm    | ≈ 51,715 torr      | ≡ 1 lbf/in²                   |